# Gemlik
Gemlik és un port de Turquia al golf de Gemlik, a la costa de la mar de Màrmara, prop del riu Gardak Su (clàssic Askanios, que desguassa 15 km més enllà al llac Iznik Gölu), i a uns 29 km de Bursa i prop d'Istanbul. És un districte del nord de la província de Bursa. Fins a 1922 es va dir, Kio o Kios (llatí Cius) i el 80% de la seva població era grega. Té una població d'uns 70.000 habitants (8.509 habitants el 1950 i el districte 26.003). Les muntanyes de Samanil Dagh (al nord) i Katirli Dagi (al sud) la rodegen. Les ruïnes de Cios són no gaire lluny a l'est. És productora d'oliva i oli d'oliva. Les platges de Kurşunlu són també a la vora de Gemlik. Està agermanada amb Florència (Itàlia) i Lauderhill (Florida, EUA). Fou una conquesta d'Osman I i quan va morir estava al límit de les seves possessions.